# Dream with Stephen Schlaks
Dream with Stephen Schlaks è il secondo album di Stephen Schlaks.
Orchestra diretta e arrangiamenti realizzati da Vince Tempera.

## Tracce
1. Casablanca -
2. As We dance -
3. Softly Changing Light -
4. I Cannot Get Away From Loving You -
5. Cinema Pt II -
6. My Life -
7. Fantasy Girls -
8. What Are You Doing Tonight? -
9. Love Is A Waltz -